# Minensuchboot 1914
Das Minensuchboot 1914 war eine Klasse von Minensuchbooten der Kaiserlichen Marine, die im Ersten Weltkrieg zum Einsatz kamen.

## Entwicklungsgeschichte und Bau
Siehe auch: Liste der Einheiten des Minensuchbootes 1914
Zu Kriegsbeginn 1914 gab es keine speziellen Minensuchboote, sondern dafür wurden veraltete Torpedoboote der Baujahre bis 1898 verwandt. Die deutsche Marineleitung ließ daher einen Schiffstyp entwickeln, der speziell für die Minenabwehr geeignet war. Ein Kriterium dabei war eine kurze Bauzeit sowie die Hinzuziehung kleinerer, bisher im Kriegsschiffbau nicht beteiligter Werften.
Der als Minensuchboot 1914 bezeichnete Entwurf war der erste Amtsentwurf der Kaiserlichen Marine. Wie üblich bei Einheiten dieser Größe wurden die Boote mit Nummern (M 1 bis M 26) statt Namen versehen. Es folgte der Entwurf von 1915, von dem 30 Boote geordert wurden. In der Zeit von 1916 bis 1919 wurden dann noch 119 Boote des Folgetyps Minensuchboot 1916 geordert.

## Verwendung
Die Boote dieses Typs wurden außer zur Minenräumung auch im Geleitdienst und zur U-Jagd recht erfolgreich eingesetzt.
Im Ersten Weltkrieg sanken die folgenden Boote: M12 (1916), M11, M14, M15, M23, M24 und M26 (1917), M6, M16 und M22 (1918). Die verbleibenden Boote wurden bei Kriegsende in die Reichsmarine übernommen und fast alle 1922 verschrottet. Lediglich M10 wurde bereits 1920 an Griechenland verkauft und M19 als Schulschiff in die Reichsmarine übernommen.